# The Voice (8.ª temporada)
A oitava temporada de The Voice, um talent show norte-americano, estreou no dia 23 de fevereiro de 2015 na NBC. Christina Aguilera retornou como técnica do programa após duas temporadas afastada. Adam Levine, Blake Shelton e Pharrell Williams continuaram no programa.
Pela quarta edição seguida, o programa foi transmitido no Brasil através do canal por assinatura Sony, aos domingos e segundas-feiras. A estreia aconteceu dia 1 de março, menos de uma semana depois da estreia nos Estados Unidos.
O cantor folk Sawyer Fredericks, de apenas 16 anos, foi o grande vencedor. Fredericks bateu o recorde de vendas do programa no iTunes e se tornou o campeão mais jovem da história do programa. Sua vitória também marcou a primeira vez que um participante da equipe de Pharrell Williams venceu o The Voice.

## Técnicos e Apresentadores
A oitava temporada do reality contou com três dos quatro técnicos que participaram da sétima edição: Adam Levine, Blake Shelton e Pharrell Williams. A mudança no quadro de técnicos se deu pelo retorno de Christina Aguilera, que tinha participado pela última vez do programa na quinta temporada e estava afastada por conta de sua gravidez. Entre os apresentadores, sem mudanças: Carson Daly está mais uma vez no comando da atração.

## Episódios

### Episódio 1: The Blind Auditions, parte 1
As audições às cegas (em inglês, blind auditions) foram gravadas entre os dias 3 e 4 de janeiro de 2015. O primeiro episódio foi ao ar dia 23 de fevereiro de 2015. Os quatro técnicos cantaram Are You Gonna Go My Way no início do episódio.
Legenda
| Ordem | Competidor        | Idade | Cidade Natal                | Canção                          | Escolha dos técnicos e competidores | Escolha dos técnicos e competidores | Escolha dos técnicos e competidores | Escolha dos técnicos e competidores |
| Ordem | Competidor        | Idade | Cidade Natal                | Canção                          | Adam                                | Pharrell                            | Christina                           | Blake                               |
| ----- | ----------------- | ----- | --------------------------- | ------------------------------- | ----------------------------------- | ----------------------------------- | ----------------------------------- | ----------------------------------- |
| 1     | Sarah Potenza     | 34    | Providence, Rhode Island    | "Stay with Me"                  | ✔                                   | ✔                                   | ✔                                   | ✔                                   |
| 2     | Lowell Oakley     | 19    | Durham, Carolina do Norte   | "Don't Get Around Much Anymore" | ✔                                   | ✔                                   | —                                   | —                                   |
| 3     | Rob Taylor        | 22    | Donaldsonville, Luisiana    | "I Want You"                    | ✔                                   | ✔                                   | ✔                                   | —                                   |
| 4     | Ivonne Acero      | 16    | Aguila, Arizona             | "Try"                           | —                                   | —                                   | —                                   | —                                   |
| 5     | Cody Wickline     | 20    | Beckley, Virgínia Ocidental | "He Stopped Loving Her Today"   | ✔                                   | ✔                                   | ✔                                   | ✔                                   |
| 6     | Treeva Gibson     | 16    | Frederick, Maryland         | "Young and Beautiful"           | —                                   | —                                   | ✔                                   | ✔                                   |
| 7     | Mason Henderson   | N/A   | Orange Beach, Alabama       | "Riptide"                       | —                                   | —                                   | —                                   | —                                   |
| 8     | Meghan Linsey     | 28    | Nashville, Tennessee        | "Love Hurts"                    | ✔                                   | ✔                                   | ✔                                   | —                                   |
| 9     | Joshua Davis      | 37    | Traverse City, Michigan     | "I Shall Be Released"           | ✔                                   | —                                   | —                                   | ✔                                   |
| 10    | Bryce Sherlow     | 17    | Ho-Ho-Kus, Nova Jérsei      | "Cool Kids"                     | —                                   | —                                   | —                                   | —                                   |
| 11    | Sawyer Fredericks | 15    | Fultonville, Nova York      | "I am a Man of Constant Sorrow" | ✔                                   | ✔                                   | ✔                                   | ✔                                   |

### Episódio 2: The Blind Auditions, parte 2
| Ordem | Competidor        | Idade | Cidade Natal                         | Canção                              | Escolha dos técnicos e competidores | Escolha dos técnicos e competidores | Escolha dos técnicos e competidores | Escolha dos técnicos e competidores |
| Ordem | Competidor        | Idade | Cidade Natal                         | Canção                              | Adam                                | Pharrell                            | Christina                           | Blake                               |
| ----- | ----------------- | ----- | ------------------------------------ | ----------------------------------- | ----------------------------------- | ----------------------------------- | ----------------------------------- | ----------------------------------- |
| 1     | Anthony Riley     | 27    | Filadélfia, Pensilvânia              | "I Got You (I Feel Good)"           | ✔                                   | ✔                                   | ✔                                   | ✔                                   |
| 2     | Gabriel Wolfchild | 26    | Seattle, Washington                  | "Don't Think Twice, It's All Right" | ✔                                   | —                                   | ✔                                   | ✔                                   |
| 3     | Brooke Adee       | 16    | Tampa, Flórida                       | "Skinny Love"                       | ✔                                   | —                                   | —                                   | ✔                                   |
| 4     | Dylan Dunlap      | 18    | Studio City, Los Angeles, Califórnia | "Talk Dirty"                        | —                                   | —                                   | —                                   | —                                   |
| 5     | Tonya Boyd-Cannon | 35    | Nova Orleans, Luisiana               | "Happy"                             | ✔                                   | ✔                                   | ✔                                   | —                                   |
| 6     | Joe Tolo          | 21    | Ilhas Samoa / Sacramento, Califórnia | "To Love Somebody"                  | —                                   | —                                   | ✔                                   | ✔                                   |
| 7     | Drew Parker       | 23    | Covington, Geórgia                   | "Workin' Man Blues"                 | —                                   | —                                   | —                                   | —                                   |
| 8     | Mia Z             | 15    | Pittsburgh, Pensilvânia              | "The Thrill Is Gone"                | —                                   | ✔                                   | —                                   | ✔                                   |
| 9     | Blaze Johnson     | 23    | Bahamas / Columbus, Ohio             | "How to Save a Life"                | ✔                                   | —                                   | —                                   | ✔                                   |
| 10    | Bryan Pierce      | 39    | Charlotte, Carolina do Norte         | "Rocket Man"                        | —                                   | —                                   | —                                   | —                                   |
| 11    | Deanna Johnson    | 18    | Hazlehurst, Geórgia                  | "All I Want"                        | ✔                                   | ✔                                   | ✔                                   | ✔                                   |

### Episódio 3: The Blind Auditions, parte 3
| Ordem | Competidor         | Idade | Cidade Natal                   | Canção                      | Escolha dos técnicos e competidores | Escolha dos técnicos e competidores | Escolha dos técnicos e competidores | Escolha dos técnicos e competidores |
| Ordem | Competidor         | Idade | Cidade Natal                   | Canção                      | Adam                                | Pharrell                            | Christina                           | Blake                               |
| ----- | ------------------ | ----- | ------------------------------ | --------------------------- | ----------------------------------- | ----------------------------------- | ----------------------------------- | ----------------------------------- |
| 1     | Kelsie May         | 15    | Louisa, Kentucky               | "You're Looking at Country" | —                                   | ✔                                   | ✔                                   | ✔                                   |
| 2     | Kimberly Nichole   | 32    | Nova York, Nova York           | "Nutbush City Limits"       | —                                   | ✔                                   | —                                   | ✔                                   |
| 3     | Michael Leier      | 20    | Fargo, Dakota do Norte         | "Last Kiss"                 | ✔                                   | —                                   | —                                   | ✔                                   |
| 4     | Hannah Ellis       | 24    | Campbellsville, Kentucky       | "This One's for the Girls"  | —                                   | —                                   | —                                   | —                                   |
| 5     | Mark Lum           | N/A   | Austin, Texas                  | "Jane Says"                 | —                                   | —                                   | —                                   | —                                   |
| 6     | Sara Schulmann     | 16    | Aberdeen Township, Nova Jérsei | "Ghost"                     | —                                   | —                                   | —                                   | —                                   |
| 7     | Sam King           | N/A   | Nova York, Nova York           | "Do I Wanna Know?"          | —                                   | —                                   | —                                   | —                                   |
| 8     | Travis Ewing       | 23    | Lafayette, Luisiana            | "Say My Name"               | —                                   | ✔                                   | ✔                                   | ✔                                   |
| 9     | Noelle Bybee       | 17    | Ogden, Utah                    | "Unbelievers"               | —                                   | ✔                                   | —                                   | —                                   |
| 10    | Bren'nae DeBarge   | 22    | Lawrenceville, Geórgia         | "Golden"                    | ✔                                   | —                                   | —                                   | —                                   |
| 11    | James McNeiece     | 26    | Howell, Michigan               | "Lay Me Down"               | ✔                                   | —                                   | —                                   | —                                   |
| 12    | Sonic              | 23    | San Francisco, Califórnia      | "Money on My Mind"          | ✔                                   | —                                   | ✔                                   | —                                   |
| 13    | Ella Khorov        | 17    | Nova Orleans, Luisiana         | "I Can't Stand the Rain"    | —                                   | —                                   | —                                   | —                                   |
| 14    | Jacob Rummell      | 18    | Hartville, Ohio                | "Count on Me"               | ✔                                   | —                                   | —                                   | ✔                                   |
| 15    | Barry Minniefield  | 52    | Fort Wayne, Indiana            | "Me and Mrs. Jones"         | ✔                                   | —                                   | —                                   | —                                   |
| 16    | Nicolette Maré     | 20    | Staten Island, Nova York       | "Everything Has Changed"    | ✔                                   | —                                   | —                                   | —                                   |
| 17    | Clinton Washington | 26    | Little Rock, Arkansas          | "Candle in the Wind"        | —                                   | —                                   | ✔                                   | —                                   |
| 18    | Matt Snook         | 41    | St. Joseph, Missouri           | "Red Dirt Road"             | —                                   | —                                   | —                                   | ✔                                   |
| 19    | India Carney       | 21    | Brooklyn, Nova York            | "New York State of Mind"    | ✔                                   | ✔                                   | ✔                                   | ✔                                   |

### Episódio 4: The Blind Auditions, parte 4
| Ordem | Competidor       | Idade | Cidade Natal               | Canção                                       | Escolha dos técnicos e competidores | Escolha dos técnicos e competidores | Escolha dos técnicos e competidores | Escolha dos técnicos e competidores |
| Ordem | Competidor       | Idade | Cidade Natal               | Canção                                       | Adam                                | Pharrell                            | Christina                           | Blake                               |
| ----- | ---------------- | ----- | -------------------------- | -------------------------------------------- | ----------------------------------- | ----------------------------------- | ----------------------------------- | ----------------------------------- |
| 1     | Ashley Morgan    | 26    | Costa Mesa, Califórnia     | "I Wanna Dance with Somebody (Who Loves Me)" | —                                   | ✔                                   | —                                   | ✔                                   |
| 2     | Koryn Hawthorne  | 16    | Abbeville, Luisiana        | "My Kind of Love"                            | —                                   | ✔                                   | ✔                                   | —                                   |
| 3     | Lexi Dávila      | 17    | Lorain, Ohio               | "Dreaming of You"                            | ✔                                   | —                                   | —                                   | ✔                                   |
| 4     | Josh Batstone    | 18    | Syracuse, Nova York        | "Amnesia"                                    | ✔                                   | —                                   | —                                   | ✔                                   |
| 5     | Katelyn Read     | 25    | Raleigh, Carolina do Norte | "Breathe (2 AM)"                             | —                                   | —                                   | ✔                                   | —                                   |
| 6     | Ameera Delandro  | 26    | Richmond, Virgínia         | "I'd Rather Go Blind"                        | —                                   | —                                   | ✔                                   | —                                   |
| 7     | Bay Brooks       | 17    | Valdosta, Geórgia          | "All of the Stars"                           | —                                   | —                                   | —                                   | ✔                                   |
| 8     | Quincy Mumford   | 24    | Allenhurst, Nova Jérsei    | "Dancing Machine"                            | —                                   | —                                   | —                                   | —                                   |
| 9     | Brenna Yaeger    | 19    | Spokane, Washington        | "The House That Built Me"                    | ✔                                   | —                                   | —                                   | ✔                                   |
| 10    | Jeremy Gaynor    | 30    | West Point, Nova York      | "Superstar"                                  | ✔                                   | ✔                                   | ✔                                   | ✔                                   |
| 11    | Jack Gregori     | 37    | Washington, D.C.           | "Ring of Fire"                               | ✔                                   | —                                   | —                                   | —                                   |
| 12    | Briar Jonnee     | 20    | Shuqualak, Mississippi     | "Take a Bow"                                 | —                                   | ✔                                   | —                                   | ✔                                   |
| 13    | Jess Gallo       | 20    | New Carlisle, Ohio         | "Stolen Dance"                               | —                                   | —                                   | —                                   | —                                   |
| 14    | Brian Johnson    | 24    | Cleveland, Ohio            | "Reason to Believe"                          | ✔                                   | —                                   | —                                   | ✔                                   |
| 15    | Corey Kent White | 20    | Bixby, Oklahoma            | "Chicken Fried"                              | —                                   | ✔                                   | —                                   | ✔                                   |

### Episodio 5: The Blind Auditions, melhores momentos
O quinto episódio da temporada recapitulou os melhores momentos dos quatro primeiros episódios das audições às cegas, exibindo a formação dos quatro times, os bastidores dos episódios anteriores, uma prévia do último episódio das audições e da fase seguinte, os Battle Rounds.

### Episódio 6: The Blind Auditions, parte 5
| Ordem | Competidor       | Idade | Cidade Natal           | Canção                     | Escolha dos técnicos e competidores | Escolha dos técnicos e competidores | Escolha dos técnicos e competidores | Escolha dos técnicos e competidores |
| Ordem | Competidor       | Idade | Cidade Natal           | Canção                     | Adam                                | Pharrell                            | Christina                           | Blake                               |
| --- | ---------------- | ----- | ---------------------- | -------------------------- | ----------------------------------- | ----------------------------------- | ----------------------------------- | ----------------------------------- |
| 1 | Nathan Hermida   | 17    | Boston, Massachusetts  | "Sure Thing"               | ✔                                   | —                                   | ✔                                   | —                                   |
| 2 | Paul Pfau        | 26    | Washington, D.C.       | "Fly Me to the Moon"       | N/A                                 | ✔                                   | —                                   | ✔                                   |
| 3 | Gaia Golden      | 26    | Haiku, Havaí           | "Red"                      | N/A                                 | —                                   | —                                   | —                                   |
| 4 | Vance Smith      | 22    | Detroit, Michigan      | "Reach Out, I'll Be There" | N/A                                 | ✔                                   | ✔                                   | —                                   |
| 5 | Caitlin Caporale | 23    | Newburgh, Nova York    | "Impossible"               | N/A                                 | ✔                                   | N/A                                 | ✔                                   |
| 6 | Athena           | N/A   | Chicago, Illinois      | "Am I Wrong"               | N/A                                 | N/A                                 | N/A                                 | —                                   |
| 7 | Jennifer Chung   | 24    | Millbrae, Califórnia   | "Don't Speak"              | N/A                                 | N/A                                 | N/A                                 | —                                   |
| 8 | Ashley Prince    | N/A   | Superior, Colorado     | "Bartender"                | N/A                                 | N/A                                 | N/A                                 | —                                   |
| 9 | Hannah Kirby     | 20    | Sulphur Springs, Texas | "The Letter"               | N/A                                 | N/A                                 | N/A                                 | ✔                                   |
| Designação "N/A" em "Escolha dos técnicos e competidores" significa que o time do técnico já estava completo |                  |       |                        |                            |                                     |                                     |                                     |                                     |

### Episódios 6 a 9: The Battle Rounds
A fase de batalhas (em inglês, Battle Rounds) foi transmitida em quatro episódios, e pela primeira vez teve início no mesmo episódio em que as audições terminaram. Nessa fase, os técnicos contam com a ajuda de mentores para treinar seus times. Adam Levine convocou a cantora pop Ellie Goulding. Pharrell Williams recebeu ajuda do cantor de R&B/Soul, Lionel Richie. Christina Aguilera chamou o cantor pop e ex-membro da extinta banda Jonas Brothers, Nick Jonas. Já Blake Shelton foi auxiliado pela cantora Meghan Trainor.
Graças ao 'steal', introduzido na terceira temporada, os competidores podem ser salvos por outros técnicos mesmo se perderem a sua batalha e, assim, seguir na competição.
Legenda:
| Episódio | Técnico            | Ordem | Vencedor          | Canção                        | Perdedor           | Resultado do 'Steal' | Resultado do 'Steal' | Resultado do 'Steal' | Resultado do 'Steal' |
| Episódio | Técnico            | Ordem | Vencedor          | Canção                        | Perdedor           | Adam                 | Pharrell             | Christina            | Blake                |
| -------- | ------------------ | ----- | ----------------- | ----------------------------- | ------------------ | -------------------- | -------------------- | -------------------- | -------------------- |
| 6        | Pharrell Williams  | 1     | Mia Z             | "Put the Gun Down"            | Ashley Morgan      | ✔                    | N/A                  | ✔                    | ✔                    |
| 6        | Adam Levine        | 2     | Tonya Boyd-Cannon | "P.Y.T. (Pretty Young Thing)" | James McNeiece     | N/A                  | —                    | —                    | —                    |
| 6        | Blake Shelton      | 3     | Brian Johnson     | "Knockin' On Heaven's Door"   | Joshua Davis       | ✔                    | —                    | —                    | N/A                  |
|          |                    |       |                   |                               |                    |                      |                      |                      |                      |
| 7        | Pharrell Williams  | 1     | Anthony Riley     | "Get Ready"                   | Travis Ewing       | —                    | N/A                  | —                    | ✔                    |
| 7        | Christina Aguilera | 2     | Sonic             | "Masterpiece"                 | Ameera Delandro    | —                    | —                    | N/A                  | —                    |
| 7        | Christina Aguilera | 3     | Joe Tolo          | "For the First Time"          | Gabriel Wolfchild  | —                    | —                    | N/A                  | —                    |
| 7        | Adam Levine        | 4     | Deanna Johnson    | "Love Me Like You Do"         | Nicolette Maré     | N/A                  | —                    | —                    | —                    |
| 7        | Adam Levine        | 5     | Nathan Hermida    | "Thinking Out Loud"           | Josh Batstone      | N/A                  | —                    | —                    | —                    |
| 7        | Blake Shelton      | 6     | Sarah Potenza     | "Gimme Shelter"               | Hannah Kirby       | ✔                    | ✔                    | —                    | N/A                  |
| 7        | Adam Levine        | 7     | Blaze Johnson     | "Rude"                        | Michael Leier      | N/A                  | —                    | —                    | —                    |
| 7        | Blake Shelton      | 8     | Cody Wickline     | "How Country Feels"           | Matt Snook         | —                    | —                    | —                    | N/A                  |
| 7        | Pharrell Williams  | 9     | Paul Pfau         | "Don't Let Me Down"           | Meghan Linsey      | ✔                    | N/A                  | ✔                    | ✔                    |
|          |                    |       |                   |                               |                    |                      |                      |                      |                      |
| 8        | Pharrell Williams  | 1     | Caitlin Caporale  | "Fallin'"                     | Briar Jonnee       | —                    | N/A                  | —                    | N/A                  |
| 8        | Adam Levine        | 2     | Barry Minniefield | "Feelin' Alright"             | Jack Gregori       | N/A                  | —                    | —                    | N/A                  |
| 8        | Christina Aguilera | 3     | Treeva Gibson     | "Addicted to Love"            | Katelyn Read       | —                    | —                    | N/A                  | N/A                  |
| 8        | Pharrell Williams  | 4     | Lowell Oakley     | "Hound Dog"                   | Kimberly Nichole   | —                    | N/A                  | ✔                    | N/A                  |
| 8        | Blake Shelton      | 5     | Kelsie May        | "Fancy"                       | Brenna Yaeger      | —                    | —                    | N/A                  | N/A                  |
| 8        | Christina Aguilera | 6     | India Carney      | "Stay"                        | Clinton Washington | ✔                    | ✔                    | N/A                  | N/A                  |
|          |                    |       |                   |                               |                    |                      |                      |                      |                      |
| 9        | Christina Aguilera | 1     | Rob Taylor        | "Animals"                     | Jeremy Gaynor      | N/A                  | —                    | N/A                  | N/A                  |
| 9        | Pharrell Williams  | 2     | Sawyer Fredericks | "Have You Ever Seen the Rain? | Noelle Bybee       | N/A                  | N/A                  | N/A                  | N/A                  |
| 9        | Christina Aguilera | 3     | Koryn Hawthorne   | "Love Me Harder"              | Vance Smith        | N/A                  | —                    | N/A                  | N/A                  |
| 9        | Blake Shelton      | 4     | Brooke Adee       | "Style"                       | Bay Brooks         | N/A                  | —                    | N/A                  | N/A                  |
| 9        | Adam Levine        | 5     | Lexi Dávila       | "Unwritten"                   | Bren'nae DeBarge   | N/A                  | —                    | N/A                  | N/A                  |
| 9        | Blake Shelton      | 6     | Corey Kent White  | "I Want Crazy"                | Jacob Rummell      | N/A                  | ✔                    | N/A                  | N/A                  |

### Episódios 10 a 12: The Knockouts
Na fase de nocautes (em inglês, Knockouts), cada técnico voltou a ter um 'steal', podendo roubar um participante de outro time para os Playoffs ao vivo. O cantor Nate Ruess, vocalista da banda Fun., participou como mentor único para os quatro times.
Pela primeira vez em todas as quatro temporadas com a fase dos Knockouts, foi realizado um duelo com três participantes, com dois vitoriosos e um perdedor, disponível para ser roubado pelos outros técnicos. Este fato ocorreu devido à desclassificação do participante Anthony Riley, do time de Pharrell Williams, por motivos pessoais não revelados no programa.
Legenda:
| Episódio | Técnico            | Ordem | Canção                                    | Vencedor(es)      | Perdedor           | Canção                       | Resultado do 'Steal' | Resultado do 'Steal' | Resultado do 'Steal' | Resultado do 'Steal' |
| Episódio | Técnico            | Ordem | Canção                                    | Vencedor(es)      | Perdedor           | Canção                       | Adam                 | Pharrell             | Christina            | Blake                |
| -------- | ------------------ | ----- | ----------------------------------------- | ----------------- | ------------------ | ---------------------------- | -------------------- | -------------------- | -------------------- | -------------------- |
| 10       | Christina Aguilera | 1     | "A Woman's Worth"                         | Sonic             | Ashley Morgan      | "Heartbreaker"               | —                    | —                    | N/A                  | —                    |
| 10       | Blake Shelton      | 2     | "Wasted Love"                             | Sarah Potenza     | Brian Johnson      | "Nothing Ever Hurt Like You" | ✔                    | —                    | —                    | N/A                  |
| 10       | Adam Levine        | 3     | "Leave Your Lover"                        | Nathan Hermida    | Clinton Washington | "Wanted"                     | N/A                  | —                    | —                    | —                    |
| 10       | Pharrell Williams  | 4     | "Collide"                                 | Sawyer Fredericks | Paul Pfau          | "I Don't Need No Doctor"     | N/A                  | N/A                  | —                    | —                    |
| 10       | Pharrell Williams  | 4     | "Hold On, I'm Coming"                     | Mia Z             | Paul Pfau          | "I Don't Need No Doctor"     | N/A                  | N/A                  | —                    | —                    |
| 10       | Blake Shelton      | 5     | "(You Make Me Feel Like) A Natural Woman" | Meghan Linsey     | Travis Ewing       | "I Don't Want to Be"         | N/A                  | —                    | —                    | N/A                  |
| 10       | Christina Aguilera | 6     | "If You Love Somebody Set Them Free"      | Kimberly Nichole  | Koryn Hawthorne    | "Try"                        | N/A                  | ✔                    | N/A                  | —                    |
|          |                    |       |                                           |                   |                    |                              |                      |                      |                      |                      |
| 11       | Blake Shelton      | 1     | "Live Like You Were Dying"                | Corey Kent White  | Cody Wickline      | "Til My Last Day"            | N/A                  | N/A                  | —                    | N/A                  |
| 11       | Adam Levine        | 2     | "Listen to Your Heart"                    | Deanna Johnson    | Blaze Johnson      | "You Found Me"               | N/A                  | N/A                  | —                    | —                    |
| 11       | Pharrell Williams  | 3     | "Warrior"                                 | Caitlin Caporale  | Hannah Kirby       | "Higher Love"                | N/A                  | N/A                  | —                    | ✔                    |
|          |                    |       |                                           |                   |                    |                              |                      |                      |                      |                      |
| 12       | Adam Levine        | 1     | "I Wish"                                  | Tonya Boyd-Cannon | Barry Minniefield  | "What You Won't Do for Love" | N/A                  | N/A                  | —                    | N/A                  |
| 12       | Blake Shelton      | 2     | "Electric Feel"                           | Brooke Adee       | Kelsie May         | "Tim McGraw"                 | N/A                  | N/A                  | —                    | N/A                  |
| 12       | Christina Aguilera | 3     | "Big White Room"                          | India Carney      | Joe Tolo           | "One of Us"                  | N/A                  | N/A                  | N/A                  | N/A                  |
| 12       | Pharrell Williams  | 4     | "My Girl"                                 | Lowell Oakley     | Jacob Rummell      | "Life of the Party"          | N/A                  | N/A                  | —                    | N/A                  |
| 12       | Christina Aguilera | 5     | "Love and Happiness"                      | Rob Taylor        | Treeva Gibson      | "Chasing Pavements"          | N/A                  | N/A                  | N/A                  | N/A                  |
| 12       | Adam Levine        | 6     | "Arms of a Woman"                         | Joshua Davis      | Lexi Dávila        | "Anything Could Happen"      | N/A                  | N/A                  | ✔                    | N/A                  |

### Episodio 13: The Road to the Live Shows
O décimo terceiro episódio da temporada recapitulou a jornada dos 20 artistas que avançaram para os playoffs ao vivo, mostrando como eles chegaram à fase final da competição.

### Episódios 14, 15 e 16: Playoffs ao vivo
Passada a fase dos Knockouts, o programa entra em sua fase ao vivo (para os Estados Unidos). Durante os "Playoffs ao vivo", os cinco membros restantes de cada equipe encararam pela primeira vez o voto do público para avançar à fase seguinte: os dois mais votados de cada time avançaram direto, enquanto os três menos votados aguardaram a decisão do técnico, que só pôde salvar um deles.
Legenda:
| Episódio | Ordem | Técnico            | Competidor        | Canção                      | Resultado            |
| -------- | ----- | ------------------ | ----------------- | --------------------------- | -------------------- |
| 14       | 1     | Blake Shelton      | Sarah Potenza     | "Free Bird"                 | Eliminada            |
| 14       | 2     | Pharrell Williams  | Caitlin Caporale  | "Best Thing I Never Had"    | Eliminada            |
| 14       | 3     | Blake Shelton      | Hannah Kirby      | "I Feel The Earth Move"     | Escolha de Blake     |
| 14       | 4     | Pharrell Williams  | Lowell Oakley     | "Jealous"                   | Eliminado            |
| 14       | 5     | Pharrell Williams  | Mia Z             | "Ain't No Sunshine"         | Voto do público      |
| 14       | 6     | Pharrell Williams  | Koryn Hawthorne   | "How Great Thou Art"        | Escolha de Pharrell  |
| 14       | 7     | Blake Shelton      | Corey Kent White  | "Make You Feel My Love"     | Voto do público      |
| 14       | 8     | Blake Shelton      | Brooke Adee       | "Love Me Like You Do"       | Eliminada            |
| 14       | 9     | Blake Shelton      | Meghan Linsey     | "Love Runs Out"             | Voto do público      |
| 14       | 10    | Pharrell Williams  | Sawyer Fredericks | "Trouble"                   | Voto do público      |
|          |       |                    |                   |                             |                      |
| 15       | 1     | Adam Levine        | Tonya Boyd-Cannon | "Take Me To The Pilot"      | Eliminada            |
| 15       | 2     | Adam Levine        | Joshua Davis      | "Budapest"                  | Voto do público      |
| 15       | 3     | Christina Aguilera | Sonic             | "I'm Going Down"            | Eliminada            |
| 15       | 4     | Adam Levine        | Brian Johnson     | "At This Moment"            | Escolha de Adam      |
| 15       | 5     | Christina Aguilera | Kimberly Nichole  | "What's Up?"                | Voto do público      |
| 15       | 6     | Christina Aguilera | Lexi Dávila       | "All by Myself"             | Eliminada            |
| 15       | 7     | Adam Levine        | Nathan Hermida    | "Chains"                    | Eliminado            |
| 15       | 8     | Christina Aguilera | India Carney      | "Hurt"                      | Voto do público      |
| 15       | 9     | Christina Aguilera | Rob Taylor        | "Earned It"                 | Escolha de Christina |
| 15       | 10    | Adam Levine        | Deanna Johnson    | "Down to the River to Pray" | Voto do público      |

| Ordem | Artistas                    | Canção                |
| ----- | --------------------------- | --------------------- |
| 14.1  | Maroon 5                    | "Sugar"               |
| 15.1  | Sia                         | "Elastic Heart"       |
| 16.1  | Wiz Khalifa & Chris Jamison | "See You Again"       |
| 16.2  | Team Blake                  | "I'll Take You There" |
| 16.3  | Team Christina              | "Like a Prayer"       |
| 16.4  | Team Pharrell               | "Say Something"       |
| 16.5  | Team Adam                   | "Diamonds"            |

### Episódios 17 e 18: Shows ao vivo - Top 12
Os 12 finalistas da oitava edição do The Voice entram nesta fase em um sistema de eliminação semanal, no qual os competidores cantam na segunda-feira e têm o resultado na terça-feira, de acordo com a transmissão norte-americana (no Brasil, os episódios inéditos são transmitidos no domingo e na segunda-feira seguintes pelo canal Sony). A cantora country Reba McEntire atuou como mentora para todos os participantes.
Mais uma vez, houve a "salvação instantânea" (em inglês, Instant Save), na qual os usuários do Twitter salvam um dentre os três participantes menos votados em um intervalo de cinco minutos.
| Ordem         | Técnico            | Competidor        | Canção                             | Resultado    |
| ------------- | ------------------ | ----------------- | ---------------------------------- | ------------ |
| 1             | Blake Shelton      | Hannah Kirby      | "Edge of Seventeen"                | Salva        |
| 2             | Adam Levine        | Brian Johnson     | "If I Ever Lose My Faith in You"   | Bottom 3     |
| 3             | Christina Aguilera | India Carney      | "Take Me To Church"                | Salva        |
| 4             | Pharrell Williams  | Mia Z             | "Miss You"                         | Bottom 3     |
| 5             | Adam Levine        | Deanna Johnson    | "Oceans (Where Feet May Fail)"     | Bottom 3     |
| 6             | Pharrell Williams  | Sawyer Fredericks | "Imagine"                          | Salvo        |
| 7             | Christina Aguilera | Rob Taylor        | "I Put a Spell on You"             | Salvo        |
| 8             | Blake Shelton      | Corey Kent White  | "Why"                              | Salvo        |
| 9             | Pharrell Williams  | Koryn Hawthorne   | "Stronger (What Doesn't Kill You)" | Salva        |
| 10            | Adam Levine        | Joshua Davis      | "America"                          | Salvo        |
| 11            | Blake Shelton      | Meghan Linsey     | "Girl Crush"                       | Salva        |
| 12            | Christina Aguilera | Kimberly Nichole  | "The House of the Rising Sun"      | Salva        |
| Última chance |                    |                   |                                    |              |
| 1             | Pharrell Williams  | Mia Z             | "Stormy Monday"                    | Eliminada    |
| 2             | Adam Levine        | Brian Johnson     | "Amazed"                           | Eliminado    |
| 3             | Adam Levine        | Deanna Johnson    | "It Will Rain"                     | Instant Save |

| Ordem | Artistas                                                | Canção                 |
| ----- | ------------------------------------------------------- | ---------------------- |
| 18.1  | Nick Jonas                                              | "Chains"               |
| 18.2  | Blake Shelton e sua equipe (Corey, Hannah e Meghan)     | "In the Midnight Hour" |
| 18.3  | Christina Aguilera e sua equipe (India, Kimberly e Rob) | "Hotel California"     |

### Episódios 19 e 20: Shows ao vivo - Top 10
| Ordem         | Técnico            | Competidor        | Canção                              | Resultado    |
| ------------- | ------------------ | ----------------- | ----------------------------------- | ------------ |
| 1             | Christina Aguilera | Kimberly Nichole  | "Something's Got a Hold on Me"      | Salva        |
| 2             | Adam Levine        | Joshua Davis      | "Hold Back The River"               | Bottom 3     |
| 3             | Blake Shelton      | Hannah Kirby      | "Shout"                             | Salva        |
| 4             | Blake Shelton      | Meghan Linsey     | "Home"                              | Salva        |
| 5             | Pharrell Williams  | Koryn Hawthorne   | "Make It Rain"                      | Salva        |
| 6             | Adam Levine        | Deanna Johnson    | "Somebody to Love"                  | Bottom 3     |
| 7             | Christina Aguilera | Rob Taylor        | "A Song For You"                    | Bottom 3     |
| 8             | Blake Shelton      | Corey Kent White  | "Unwound"                           | Salvo        |
| 9             | Pharrell Williams  | Sawyer Fredericks | "Iris"                              | Salvo        |
| 10            | Christina Aguilera | India Carney      | "Run to You"                        | Salva        |
| Última chance |                    |                   |                                     |              |
| 1             | Christina Aguilera | Rob Taylor        | "(Sittin' On) the Dock of the Bay"  | Eliminado    |
| 2             | Adam Levine        | Deanna Johnson    | "Help Me Make It Through The Night" | Eliminada    |
| 3             | Adam Levine        | Joshua Davis      | "I Won't Back Down"                 | Instant Save |

| Ordem | Artistas                                        | Canção                                                                    |
| ----- | ----------------------------------------------- | ------------------------------------------------------------------------- |
| 19.1  | Top 10                                          | Elton John Medley: "Rocket Man" & "Saturday Night's Alright for Fighting" |
| 20.1  | Pharrell Williams e sua equipe (Koryn e Sawyer) | "I Don't Want to Be"                                                      |
| 20.2  | Reba McEntire                                   | "Going Out Like That"                                                     |
| 20.3  | Adam Levine e sua equipe (Deanna e Joshua)      | "The Joker"                                                               |

### Episódios 21 e 22: Shows ao vivo - Top 8
Os 8 finalistas da oitava edição do The Voice receberam, nessa fase, auxílio de ex-técnicos do programa. O time de Blake Shelton contou com a ajuda de Cee Lo Green, o participante de Adam Levine foi auxiliado por Usher e tanto os times de Christina Aguilera quanto Pharrell Williams tiveram Gwen Stefani como mentora. Diferentemente das duas edições anteriores, desta vez o Top 8 eliminou apenas dois artistas.
| Ordem         | Técnico            | Competidor        | Canção                       | Resultado    |
| ------------- | ------------------ | ----------------- | ---------------------------- | ------------ |
| 1             | Blake Shelton      | Hannah Kirby      | "We Don't Need Another Hero" | Bottom 3     |
| 2             | Adam Levine        | Joshua Davis      | "Fields of Gold"             | Salvo        |
| 3             | Christina Aguilera | Kimberly Nichole  | "Creep"                      | Salva        |
| 4             | Blake Shelton      | Meghan Linsey     | "Something"                  | Salva        |
| 5             | Christina Aguilera | India Carney      | "Over the Rainbow"           | Bottom 3     |
| 6             | Pharrell Williams  | Sawyer Fredericks | "Simple Man"                 | Salvo        |
| 7             | Blake Shelton      | Corey Kent White  | "When I See You Smile"       | Bottom 3     |
| 8             | Pharrell Williams  | Koryn Hawthorne   | "Girl On Fire"               | Salva        |
| Última chance |                    |                   |                              |              |
| 1             | Blake Shelton      | Hannah Kirby      | "Radioactive"                | Eliminada    |
| 2             | Blake Shelton      | Corey Kent White  | "Somebody Like You"          | Eliminado    |
| 3             | Christina Aguilera | India Carney      | "Human"                      | Instant Save |

| Ordem | Artistas                                           | Canção                       |
| ----- | -------------------------------------------------- | ---------------------------- |
| 21.1  | Top 8                                              | "Hey Brother" & "Wake Me Up" |
| 21.2  | Blake Shelton                                      | "Sangria"                    |
| 21.3  | Matt McAndrew                                      | "Counting On Love"           |
| 22.1  | Jason Derulo (com India Carney e Kimberly Nichole) | "Want to Want Me"            |
| 22.2  | Rozzi Crane                                        | "Psycho"                     |
| 22.3  | Lee Brice (com Corey Kent White)                   | "Drinking Class"             |

### Episódios 23 e 24: Shows ao vivo - Top 6
| Técnico            | Competidor         | Ordem              | Canção (Dedicada ao Dia das Mães) | Ordem               | Canção                 | Resultado    |
| ------------------ | ------------------ | ------------------ | --------------------------------- | ------------------- | ---------------------- | ------------ |
| Christina Aguilera | India Carney       | 1                  | "Glory"                           | 10                  | "Lay Me Down"          | Bottom 2     |
| Adam Levine        | Joshua Davis       | 8                  | "In My Life"                      | 2                   | "Desire"               | Salvo        |
| Pharrell Williams  | Koryn Hawthorne    | 3                  | "Everybody Hurts"                 | 9                   | "Dream On"             | Salva        |
| Christina Aguilera | Kimberly Nichole   | 4                  | "Free Fallin'"                    | 7                   | "Dirty Diana"          | Bottom 2     |
| Blake Shelton      | Meghan Linsey      | 12                 | "Amazing Grace"                   | 5                   | "Steamroller Blues"    | Salva        |
| Pharrell Williams  | Sawyer Fredericks  | 6                  | "Shine On"                        | 11                  | "Take Me to the River" | Salvo        |
| Última chance      |                    |                    |                                   |                     |                        |              |
| Ordem              | Técnico            | Técnico            | Competidor                        | Canção              | Canção                 | Resultado    |
| 1                  | Christina Aguilera | Christina Aguilera | India Carney                      | "Perfect"           | "Perfect"              | Instant Save |
| 2                  | Christina Aguilera | Christina Aguilera | Kimberly Nichole                  | "Seven Nation Army" | "Seven Nation Army"    | Eliminada    |

| Ordem | Artistas         | Canção             |
| ----- | ---------------- | ------------------ |
| 24.1  | Jacquie Lee      | "Tears Fall"       |
| 24.2  | Avery Wilson     | "If I Have To"     |
| 24.3  | Vicci Martinez   | "Bad News Breaker" |
| 24.4  | Craig Wayne Boyd | "I'm Still Here"   |

### Episódios 25 e 26: Semifinal ao vivo - Top 5
| Técnico            | Competidor         | Ordem              | Canção (Escolha do técnico) | Ordem             | Canção (Dedicação à cidade natal) | Resultado    |
| ------------------ | ------------------ | ------------------ | --------------------------- | ----------------- | --------------------------------- | ------------ |
| Adam Levine        | Joshua Davis       | 1                  | "I Can't Make You Love Me"  | 6                 | "When I Paint My Masterpiece"     | Salvo        |
| Pharrell Williams  | Koryn Hawthorne    | 2                  | "One"                       | 7                 | "Oh Mary Don't You Weep"          | Bottom 2     |
| Blake Shelton      | Meghan Linsey      | 3                  | "I'm Not the Only One"      | 8                 | "Tennessee Whiskey"               | Salva        |
| Christina Aguilera | India Carney       | 4                  | "Gravity"                   | 9                 | "Earth Song"                      | Bottom 2     |
| Pharrell Williams  | Sawyer Fredericks  | 5                  | "For What It's Worth"       | 10                | "A Thousand Years"                | Salvo        |
| Última chance      |                    |                    |                             |                   |                                   |              |
| Ordem              | Técnico            | Técnico            | Competidor                  | Canção            | Canção                            | Resultado    |
| 1                  | Christina Aguilera | Christina Aguilera | India Carney                | "Dark Side"       | "Dark Side"                       | Eliminada    |
| 2                  | Pharrell Williams  | Pharrell Williams  | Koryn Hawthorne             | "If I Were a Boy" | "If I Were a Boy"                 | Instant Save |

| Ordem | Artistas                                      | Canção                 |
| ----- | --------------------------------------------- | ---------------------- |
| 25.1  | Nate Ruess                                    | "Nothing Without Love" |
| 26.1  | Walk the Moon                                 | "Shut Up and Dance"    |
| 26.2  | Snoop Dogg & Pharrell Williams                | "California Roll"      |
| 26.3  | India Carney, Koryn Hawthorne e Meghan Linsey | "Faithfully"           |
| 26.4  | Joshua Davis e Sawyer Fredericks              | "Drift Away"           |

### Episódios 27 e 28: Final ao vivo - Top 4
- Apesar de quatro canções terem atingido o Top 10 do iTunes, os votos não foram multiplicados na Final.

| Técnico           | Competidor        | Ordem | Single Original         | Ordem | Canção do Dueto                                        | Ordem | Canção Solo                      | Resultado |
| ----------------- | ----------------- | ----- | ----------------------- | ----- | ------------------------------------------------------ | ----- | -------------------------------- | --------- |
| Pharrell Williams | Koryn Hawthorne   | 10    | "Bright Fire"           | 6     | "We Can Work It Out" (com Pharrell Williams)           | 1     | "It's a Man's Man's Man's World" | 4º lugar  |
| Blake Shelton     | Meghan Linsey     | 2     | "Change My Mind"        | 8     | "Freeway of Love" (com Blake Shelton)                  | 11    | "When a Man Loves a Woman"       | 2º lugar  |
| Pharrell Williams | Sawyer Fredericks | 5     | "Please"                | 3     | "Summer Breeze" (com Pharrell Williams)                | 12    | "Old Man"                        | Vencedor  |
| Adam Levine       | Joshua Davis      | 4     | "The Workingman's Hymn" | 9     | "Diamonds on the Soles of Her Shoes" (com Adam Levine) | 7     | "Hallelujah"                     | 3º lugar  |

| Ordem | Artistas                                                                                     | Canção                                                                                     |
| ----- | -------------------------------------------------------------------------------------------- | ------------------------------------------------------------------------------------------ |
| 28.1  | Top 20                                                                                       | "Carry On / Some Nights"                                                                   |
| 28.2  | Joshua Davis (com Brian Johnson, Deanna Johnson, Corey Kent White e Kimberly Nichole)        | "She Talks To Angels"                                                                      |
| 28.3  | Meghan Trainor                                                                               | "Dear Future Husband"                                                                      |
| 28.4  | Kelly Clarkson & Koryn Hawthorne                                                             | "I'd Rather Go Blind"                                                                      |
| 28.5  | Meghan Linsey & Sarah Potenza                                                                | "Piece of My Heart"                                                                        |
| 28.6  | Maroon 5                                                                                     | "This Summer's Gonna Hurt Like a Motherfucker"                                             |
| 28.7  | John Fogerty & Sawyer Fredericks                                                             | "Fortunate Son" / "Born on the Bayou" / "Bad Moon Rising" / "Have You Ever Seen the Rain?" |
| 28.8  | Sheryl Crow & Joshua Davis                                                                   | "Give It To Me"                                                                            |
| 28.9  | Luke Bryan                                                                                   | "Kick the Dust Up"                                                                         |
| 28.10 | Koryn Hawthorne (com Caitlin Caporale, India Carney, Lexi Davila, Mia Z e Tonya Boyd-Cannon) | "Uptown Funk"                                                                              |
| 28.11 | Ed Sheeran                                                                                   | "Photograph"                                                                               |
| 28.12 | Kelly Clarkson & Meghan Linsey                                                               | "Invincible"                                                                               |
| 28.13 | Sawyer Fredericks (com Brooke Adee, Lowell Oakley e Mia Z)                                   | "Lie To Me"                                                                                |
| 28.14 | Adam Levine, Blake Shelton, Christina Aguilera e Pharrell Williams                           | "The Thrill Is Gone"                                                                       |

## Times
Legenda
     Vencedor(a)
     Vice
     Terceiro colocado
     Quarto colocado
     Eliminado(a) nas apresentações ao vivo
     Eliminado(a) nos playoffs ao vivo
     Artista pego por outro técnico nos Knockouts (nome riscado)
     Eliminado(a) nos Knockouts
     Artista desclassificado da competição antes dos Knockouts
     Artista pego por outro técnico na Battle Rounds (nome riscado)
     Eliminado(a) na Battle Rounds
| Técnicos | Artistas          | Artistas      | Artistas           | Artistas           | Artistas |
| --- | ----------------- | ------------- | ------------------ | ------------------ | -------- |
| Adam Levine |                   |               |                    |                    |          |
| Joshua Davis | Deanna Johnson    | Brian Johnson | Nathan Hermida     | Tonya Boyd-Cannon  |          |
| Lexi Dávila | Barry Minniefield | Blaze Johnson | Clinton Washington | Bren'nae DeBarge   |          |
| Jack Gregori | James McNeiece    | Josh Batstone | Michael Leier      | Nicolette Maré     |          |
| Pharrell Williams |                   |               |                    |                    |          |
| Sawyer Fredericks | Koryn Hawthorne   | Mia Z         | Caitlin Caporale   | Lowell Oakley      |          |
| Hannah Kirby | Jacob Rummell     | Paul Pfau     | Anthony Riley      | Ashley Morgan      |          |
| Kimberly Nichole | Meghan Linsey     | Travis Ewing  | Briar Jonnee       | Noelle Bybee       |          |
| Christina Aguilera |                   |               |                    |                    |          |
| India Carney | Kimberly Nichole  | Rob Taylor    | Lexi Dávila        | Sonic              |          |
| Koryn Hawthorne | Ashley Morgan     | Joe Tolo      | Treeva Gibson      | Clinton Washington |          |
| Ameera Delandro | Gabriel Wolfchild | Jeremy Gaynor | Katelyn Read       | Vance Smith        |          |
| Blake Shelton |                   |               |                    |                    |          |
| Meghan Linsey | Corey Kent White  | Hannah Kirby  | Brooke Adee        | Sarah Potenza      |          |
| Brian Johnson | Cody Wickline     | Kelsie May    | Travis Ewing       | Hannah Kirby       |          |
| Jacob Rummell | Joshua Davis      | Bay Brooks    | Brenna Yaeger      | Matt Snook         |          |
| Participantes em itálico iniciaram a disputa em um time, mas foram pegos por outro técnico na fase das batalhas ou dos knockouts. |                   |               |                    |                    |          |